# Dendrolagus notatus
Dendrolagus notatus is een zoogdier uit de familie van de kangoeroes (Macropodidae). De wetenschappelijke naam van de soort werd voor het eerst geldig gepubliceerd door Paul Matschie in 1916. De soort werd voorheen soms als ondersoort van de Doriaboomkangoeroe (Dendrolagus dorianus), maar uit genetisch en morfologisch onderzoek bleek dat het een aparte soort is.

## Voorkomen
De soort komt voor in het het oostelijke Hoogland van Nieuw-Guinea en is endemisch in Papoea-Nieuw-Guinea.